# Desafío de campeones
Desafío de campeones fue un programa de televisión paraguayo emitido por Telefuturo los martes y jueves a las 21:00 horas. Conducido por Edwin Storrer y Magalí Páez en donde un grupo de 20 participantes de otras competencias y famosos de la farándula local deben luchar en distintas pruebas acuáticas con el fin de convertir a su equipo en el mejor del verano.

## Formato
Comenzó el día martes 7 de enero de 2014, cuándo fueron presentados los competidores. Para la competencia se formaron dos equipos, rosa y turquesa respectivamente, el sistema de competencia utilizado era el siguiente; dichos equipos, los martes y jueves, competían en tres pruebas acuáticas las cuales valían 1000, 2000 y 3000 puntos, de esta manera se daba a conocer quién era el ganador del día. Por otro lado el equipo perdedor tenía automáticamente a uno de sus integrantes nominados. Había 3 nominados a eliminación en el "desafío final", el primero y el segundo por competencia, y el tercero por los compañeros. Luego el público salvaba a uno y los dos restantes se batían a duelo en una dura competencia donde se descubría el participante que abandonaba el programa.
Las mujeres que ingresaron a competir son:
- Ana Laura Chamorro - Modelo.
- Deima Barrios - Promotora. Exparticipante de Calle 7 Paraguay.
- Gabriela Wolscham - Modelo. Exparticipante de Baila Conmigo Paraguay.
- Kariola González - Estudiante. Exparticipante de Calle 7 Paraguay.
- Laura Brizuela - Modelo, boxeadora.
- Lourdes "Luli" Brítez - Modelo, empresaria, fisicoculturista, entrenadora personal.
- Magalí Caballero - Modelo, locutora, cronista, conductora, deportista.
- Marta Arrieta - Modelo publicitaria, estudiante. Exparticipante de Calle 7 Paraguay.
- Rebecca Velázquez - Modelo.
- Ruth Alcaraz - Modelo, vedette.
- Silvia Romero - Bailarina. Exparticipante de Rojo Paraguay y Calle 7 Paraguay.
- Virginia Yaboski - Modelo, promotora, conductora de TV.
- Florencia "Floppy" Conde - Ganadora de Calle 7 Paraguay en su tercera temporada y exparticipante de Yingo Paraguay. Ingresó el 30 de enero de 2014 en reemplazo de Lourdes Brítez.
- Yunet Leygonier - Modelo. Exparticipante de Yingo Paraguay. Ingresó el 13 de febrero de 2014.
- Paola López - Ganadora de Calle 7 Paraguay en su quinta temporada y Calle 7 Ecuador en su tercera temporada. Ingresó el 20 de febrero de 2014.

Los hombres que ingresaron a competir son:
- Christopher Giménez - Deportista, productor de TV. Bicampeón de Calle 7 Paraguay.
- Derliz Chamorro - Bailarín. Bicampeón de Yingo Paraguay.
- Diego Achar - Bailarín, modelo. Exparticipante de Soñando por bailar y Baila Conmigo Paraguay.
- Fernando Pérez - Cantante. Exparticipante de Yingo Paraguay.
- Jorge "Coco" Bordón - Bailarín, productor de TV. Ganador de Baila Conmigo Paraguay 2011 y exparticipante de Calle 7 Paraguay.
- Josué Bogado - Estudiante. Exparticipante de Calle 7 Paraguay.
- Naohiro Ohtsuka - Deportista. Exparticipante de Calle 7 Paraguay.
- William Castillo - Estudiante, locutor, cronista. Exparticipante de Calle 7 Paraguay.

### Equipos
| Equipo          | Participantes | Eliminados |
| --------------- | --- | --- |
| Equipo Rosa     | - Deima Barrios - Derliz Chamorro - Diego Achar - Jorge "Coco" Bordón - Naohiro Ohtsuka - Silvia Romero              | - Derliz Chamorro - 2° Eliminado. - Josué Bogado - 4° Eliminado. - Virginia Yaboski - 7° Eliminada. - Laura Brizuela - 8° Eliminada. - Yunet Leygonier - 9° Eliminada. Retirados - Magalí Caballero - Pasa al equipo Turquesa. - Gabriela Wolscham |
| Equipo Turquesa | - Ana Laura Chamorro - Christopher Giménez - Fernando Pérez - Florencia "Floppy" Conde - Marta Arrieta - Paola López | - Ruth Alcaraz - 1° Eliminada. - Kariola González - 3° Eliminada. - Magalí Caballero - 5° Eliminada. - William Castillo - 6° Eliminado. Retirados - Lourdes "Luli" Brítez - Naohiro Ohtsuka - Pasa al equipo Rosa. - Rebecca Velázquez             |

 Líder de la semana.

### Chacales
Inició el día jueves 23 de enero, los chacales competirán solamente por el sueldo y no participan por el premio final y son encargados de perjudicar a ambos equipos en las competencias.
Los nuevos chacales que ingresaron al programa son los siguientes:
- Ruth Alcaraz - Reingresó el 23 de enero de 2014.[4]
- Derliz Chamorro - Reingresó el 23 de enero de 2014.
- Gaby del Campo - Modelo. Ingresó el 30 de enero de 2014.[5]
- Josué Bogado - Reingresó el 6 de febrero de 2014
- Magalí Caballero - Reingresó el 20 de febrero de 2014.
- William Castillo - Reingresó el 20 de febrero de 2014.
- Virginia Yaboski - Reingresó el 11 de marzo de 2014.

| Equipo que representa | Chacales | Pasa a la competencia |
| --------------------- | --- | --------------------- |
| Equipo Negro          | - Derliz Chamorro - Gaby del Campo - Josué Bogado - Magalí Caballero - Ruth Alcaraz - Virginia Yaboski - William Castillo | - Derliz Chamorro     |

### Etapa de repechaje
- El día 13 de marzo, se realizó el repechaje masculino de Desafío de campeones, con los tres hombres que fueron eliminados durante la competencia, el ganador fue Derliz Chamorro quien tuvo la oportunidad de volver a la competencia.

| Fecha       | Participantes                                       | 1º Eliminado | Finalistas                           | Ganador         |
| ----------- | --------------------------------------------------- | ------------ | ------------------------------------ | --------------- |
| 13 de marzo | - Derliz Chamorro - Josué Bogado - William Castillo | Josué Bogado | - Derliz Chamorro - William Castillo | Derliz Chamorro |

## Competencia por equipos

### Tabla de competencia
Equipo Rosa
| Participantes     | Condición en el programa    |
| ----------------- | --------------------------- |
| Deima Barrios     | En competencia              |
| Derliz Chamorro   | En competencia              |
| Derliz Chamorro   | 2° Eliminado                |
| Diego Achar       | En competencia              |
| Jorge Bordón      | En competencia              |
| Naohiro Ohtsuka   | En competencia              |
| Silvia Romero     | En competencia              |
| Yunet Leygonier   | 9° Eliminada                |
| Laura Brizuela    | 8° Eliminada                |
| Virginia Yaboski  | 7° Eliminada                |
| Josué Bogado      | 4° Eliminado                |
| Gabriela Wolscham | Se retiró de la competencia |

Notas
1. ↑  Reingresó a la competencia el 13 de marzo de 2014 tras haber sido el ganador del repechaje.
2. ↑  Ingresó a la competencia el 6 de marzo de 2014, en reemplazo de Gabriela Wolscham.
3. ↑  Se retiró de la competencia el 6 de marzo de 2014 por problemas de salud.

Equipo Turquesa
| Participantes       | Condición en el programa    |
| ------------------- | --------------------------- |
| Ana Laura Chamorro  | En competencia              |
| Christopher Giménez | En competencia              |
| Fernando Pérez      | En competencia              |
| Florencia Conde     | En competencia              |
| Marta Arrieta       | En competencia              |
| Paola López         | En competencia              |
| William Castillo    | 6° Eliminado                |
| Magalí Caballero    | 5° Eliminada                |
| Kariola González    | 3° Eliminada                |
| Ruth Alcaraz        | 1° Eliminada                |
| Rebecca Velázquez   | Se retiró de la competencia |
| Lourdes Brítez      | Se retiró de la competencia |

Notas
1. ↑  Ingresó a la competencia el 30 de enero de 2014, en reemplazo de Lourdes Brítez.
2. ↑  Ingresó a la competencia el 20 de febrero de 2014, en reemplazo de Rebecca Velázquez.
3. ↑  Fue retirada de la competencia el 18 de febrero de 2014 por decisión de la producción.
4. ↑  Se retiró de la competencia el 30 de enero de 2014 por motivos personales.

### Tabla de eliminación
| Semana                   | Líderes de la semana | Primer nominado                | Segundo nominado               | Nominado por convivencia | Salvado por el público | Ganador                     | Eliminado                      |
| ------------------------ | -------------------- | ------------------------------ | ------------------------------ | ------------------------ | ---------------------- | --------------------------- | ------------------------------ |
| 07−14 de enero           | Derliz Chamorro      | Marta Arrieta                  | Magalí Caballero               | Ruth Alcaraz             | Marta Arrieta          | Magalí Caballero            | Ruth Alcaraz                   |
| 07−14 de enero           | William Castillo     | Marta Arrieta                  | Magalí Caballero               | Ruth Alcaraz             | Marta Arrieta          | Magalí Caballero            | Ruth Alcaraz                   |
| 14−21 de enero           | Deima Barrios        | Derliz Chamorro                | Jorge Bordón                   | William Castillo         | William Castillo       | Jorge Bordón                | Derliz Chamorro                |
| 14−21 de enero           | Marta Arrieta        | Derliz Chamorro                | Jorge Bordón                   | William Castillo         | William Castillo       | Jorge Bordón                | Derliz Chamorro                |
| 21−28 de enero           | Jorge Bordón         | Rebecca Velázquez              | Kariola González               | Laura Brizuela           | Laura Brizuela         | Rebecca Velázquez           | Kariola González               |
| 21−28 de enero           | William Castillo     | Rebecca Velázquez              | Kariola González               | Laura Brizuela           | Laura Brizuela         | Rebecca Velázquez           | Kariola González               |
| 28 de enero−4 de febrero | Silvia Romero        | Naohiro Ohtsuka                | Josué Bogado                   | Christopher Giménez      | Naohiro Ohtsuka        | Christopher Giménez         | Josué Bogado                   |
| 28 de enero−4 de febrero | Lourdes Brítez       | Naohiro Ohtsuka                | Josué Bogado                   | Christopher Giménez      | Naohiro Ohtsuka        | Christopher Giménez         | Josué Bogado                   |
| 4−11 de febrero          | Diego Achar          | Magalí Caballero               | Gabriela Wolscham              | Rebecca Velázquez        | Rebecca Velázquez      | Gabriela Wolscham           | Magalí Caballero               |
| 4−11 de febrero          | Christopher Giménez  | Magalí Caballero               | Gabriela Wolscham              | Rebecca Velázquez        | Rebecca Velázquez      | Gabriela Wolscham           | Magalí Caballero               |
| 11−18 de febrero         | Virginia Yaboski     | Fernando Pérez                 | William Castillo               | Diego Achar              | Fernando Pérez         | Diego Achar                 | William Castillo               |
| 11−18 de febrero         | Ana Laura Chamorro   | Fernando Pérez                 | William Castillo               | Diego Achar              | Fernando Pérez         | Diego Achar                 | William Castillo               |
| 18 de febrero−6 de marzo | Diego Achar          | Virginia Yaboski               | Marta Arrieta                  | Silvia Romero            | Marta Arrieta          | Silvia Romero               | Virginia Yaboski               |
| 18 de febrero−6 de marzo | Fernando Pérez       | Virginia Yaboski               | Marta Arrieta                  | Silvia Romero            | Marta Arrieta          | Silvia Romero               | Virginia Yaboski               |
| 6−13 de marzo            | Naohiro Ohtsuka      | Ana Laura Chamorro Paola López | Laura Brizuela Yunet Leygonier | Florencia Conde          | Ana Laura Chamorro     | Paola López Florencia Conde | Laura Brizuela Yunet Leygonier |
| 6−13 de marzo            | Christopher Giménez  | Ana Laura Chamorro Paola López | Laura Brizuela Yunet Leygonier | Florencia Conde          | Ana Laura Chamorro     | Paola López Florencia Conde | Laura Brizuela Yunet Leygonier |

Notas
1. ↑  Magalí Caballero fue reemplazada por Simone Villar en la eliminación debido a una lesión.
2. ↑  La eliminación se realizó el día jueves 6 de marzo dado que el día martes 25 de febrero hubo una emisión especial con famosos invitados, lo mismo los días jueves 27 de febrero y martes 4 de marzo.
3. ↑  Semana de doble eliminación.

## Semifinales
El día jueves 20 de marzo se realizó la semifinal de mujeres y el día martes 25 la semifinal de hombres siendo el naranja el color con el que los participantes competirán. Los 12 participantes (6 mujeres y 6 hombres) fueron divididos en dos grupos diferenciados por género. Los que llegaron hasta esta etapa son los siguientes:
Mujeres
| Semifinalistas                  | Condición en el programa    |
| ------------------------------- | --------------------------- |
| Deima Barrios - (Rosa)          | Ganadora                    |
| Deima Barrios - (Rosa)          | Semifinalista               |
| Paola López - (Turquesa)        | 2° Lugar                    |
| Silvia Romero - (Rosa)          | 3° Lugar                    |
| Silvia Romero - (Rosa)          | Semifinalista               |
| Marta Arrieta - (Turquesa)      | 4° Lugar                    |
| Florencia Conde - (Turquesa)    | Se retiró de la competencia |
| Ana Laura Chamorro - (Turquesa) | Se retiró de la competencia |

Notas
1. ↑  Reingresó a la competencia en reemplazo de Florencia Conde.
2. ↑  Reingresó a la competencia en reemplazo de Ana Laura Chamorro.
3. ↑  Se retiró de la competencia el 25 de marzo de 2014 por motivos personales y cedió su puesto de finalista a la recién eliminada Deima Barrios.
4. ↑  Se retiró de la competencia el 25 de marzo de 2014 por motivos personales y cedió su puesto de finalista a la recién eliminada Silvia Romero.

Hombres
| Semifinalistas                   | Condición en el programa    |
| -------------------------------- | --------------------------- |
| Derliz Chamorro - (Rosa)         | Ganador                     |
| Jorge Bordón - (Rosa)            | 2° Lugar                    |
| Christopher Giménez - (Turquesa) | 3° Lugar                    |
| Diego Achar - (Rosa)             | 4° Lugar                    |
| Naohiro Ohtsuka - (Rosa)         | Semifinalista               |
| Fernando Pérez - (Turquesa)      | Se retiró de la competencia |

Notas
1. ↑  Se retiró de la competencia el 25 de marzo de 2014 por problemas de salud.

| Fecha       | Semifinalistas                                                                                          | 1° Eliminado/a  | 2° Eliminado/a | Finalistas                                                           | Ganador/a         |
| ----------- | --- | --------------- | -------------- | -------------------------------------------------------------------- | ----------------- |
| 20 de marzo | - Ana Laura Chamorro - Deima Barrios - Florencia Conde - Marta Arrieta - Paola López - Silvia Romero    | Silvia Romero   | Deima Barrios  | - Deima Barrios - Marta Arrieta - Paola López - Silvia Romero        | - Deima Barrios   |
| 25 de marzo | - Christopher Giménez - Derliz Chamorro - Diego Achar - Fernando Pérez - Jorge Bordón - Naohiro Ohtsuka | Naohiro Ohtsuka | Sin eliminado  | - Christopher Giménez - Derliz Chamorro - Diego Achar - Jorge Bordón | - Derliz Chamorro |

Notas
1. 1 2  Obtuvo el cuarto lugar.
2. 1 2  Obtuvo el segundo lugar.
3. 1 2  Obtuvo el tercer lugar.

## Gran final
La gran final de Desafío de campeones tuvo lugar el 27 de marzo de 2014, en la que resultaron ganadores Deima Barrios y Derliz Chamorro llevándose como gran premio final veinte millones de guaraníes (₲ 20.000.000 guaraníes).
Por otro lado Paola López y Jorge Bordón lograron el segundo lugar en el programa.

### Competencia de mujeres
| Lugar      | Participante  | Premio         |
| ---------- | ------------- | -------------- |
| 1.er Lugar | Deima Barrios | PY₲ 20.000.000 |
| 2.º Lugar  | Paola López   |                |
| 3.er Lugar | Silvia Romero |                |

### Competencia de hombres
| Lugar      | Participante        | Premio         |
| ---------- | ------------------- | -------------- |
| 1.er Lugar | Derliz Chamorro     | PY₲ 20.000.000 |
| 2.º Lugar  | Jorge Bordón        |                |
| 3.er Lugar | Christopher Giménez |                |

## Participantes antiguos y eliminados

### Antiguos
- Lourdes "Luli" Brítez - Se retiró del programa el día jueves 30 de enero de 2014 por motivos personales.
- Rebecca Velázquez - Se retiró del programa el día martes 18 de febrero de 2014 por decisión de la producción.
- Gabriela Wolscham - Se retiró del programa el día jueves 6 de marzo de 2014 por problemas de salud.[8]

### Eliminados
Competencia por equipos
- Ruth Alcaraz - 1° eliminada.
- Derliz Chamorro - 2º eliminado.
- Kariola González - 3º eliminada.
- Josué Bogado - 4° eliminado.
- Magalí Caballero - 5° eliminada.
- William Castillo - 6° eliminado.
- Virginia Yaboski - 7° eliminada.
- Laura Brizuela - 8° eliminada.
- Yunet Leygonier - 9° eliminada.

## Pruebas
En el programa los martes y jueves se realizan diversas pruebas para ver quién es el equipo ganador del día, y en los días de eliminación, para ver quién abandona el programa.
- Todos a bordo.
- Tiro al blanco.
- Triatlón.
- Las bananas.
- Verdadero o falso.
- Los rodillos.
- Desafío de campeones.
- Los golosos.
- Los Colgados.
- El nitro.
- Los piratas.
- Preguntas del pirata.
- Tsunami.
- Los angelitos.
- Las monedas.
- Las argollas.
- Saturno.
- Super-poderosas.
- Twister.
- Hercules.
- Los aguados.
- Chupa y sopla.
- El tronco.
- El duelo.
- Fuerza opuesta.
- Limbo.
- Los globos.
- El circuito.
- Peso muerto.
- La tirolesa.
- El desligue.
- "D-1" Repechaje de equipo negro.
- "D-2" Circuito de semifinal.

## Versiones en otros países
Latina: Reto de Campeones, Reto de campeones es una versión del reality paraguayo en Perú; algunas personas suponen que se trata de un plagio, ya que ellos no han comprado la franquicia paraguaya[cita requerida]. El programa fue transmitido de lunes a viernes por Latina, en 2016.